# Tatsuma Itō
Tatsuma Itō (伊藤 竜馬?, Itō Tatsuma; Inabe, 18 maggio 1988) è un ex tennista giapponese.

## Carriera
Inizia a giocare a tennis all'età di nove anni. Vince due medaglie di bronzo ai XVI Giochi asiatici venendo sconfitto in semifinale dalla futura medaglia d'oro, Somdev Devvarman. Fa il suo esordio nei tornei dello Slam agli US Open 2011 dove viene eliminato al primo match dallo spagnolo Feliciano López e nel primo Slam del 2012, gli Australian Open vince il suo primo match, contro Potito Starace, prima di arrendersi al francese Nicolas Mahut.

Partecipa ai successivi due Slam, il Roland Garros e Wimbledon ma viene sempre sconfitto al primo turno.

In Coppa Davis ha giocato un totale di dieci incontri con la squadra giapponese, vincendone quattro.